# Clase PR-72P
La clase PR-72P, es una serie de seis corbetas de diseño y fabricación francesa y construidas por la Société Française de Construction Navale (SFCN) utilizadas por la Marina de Guerra del Perú. Las tres primeras, fueron construidas por los astilleros de la compañía en Villeneuve-de-Garonne, y las tres restantes, fueron subcontratadas al astillero naval de Lorient. Sus numerales, iban a ser originalmente del P-101 al P-106, pero fueron modificados posteriormente del CM-21 al CM-26, significando CM corbeta misilera, o corbeta lanzamisiles.

## Buques de la clase
| Numeral | Nombre          | Astillero                    | Botado                   | Asignado                 |
| ------- | --------------- | ---------------------------- | ------------------------ | ------------------------ |
| CM-21   | Velarde         | Villeneuve-de-Garonne (SFCN) | 16 de septiembre de 1978 | 25 de julio de 1980      |
| CM-22   | Santillana      | Villeneuve-de-Garonne (SFCN) | 11 de septiembre de 1978 | 25 de julio de 1980      |
| CM-23   | De los Heros    | Villeneuve-de-Garonne (SFCN) | 20 de mayo de 1979       | 17de noviembre de 1980   |
| CM-24   | Herrera         | Astillero naval de Lorient   | 16 de febrero de 1979    | 10 de febrero de 1981    |
| CM-25   | Larrea          | Astillero naval de Lorient   | 12 de mayo de 1979       | 16 de junio de 1981      |
| CM-26   | Sánchez Carrión | Astillero naval de Lorient   | 28 de junio de 1979      | 14 de septiembre de 1981 |